# 袁宏道
袁 宏道（えん こうどう、Yuan Hongdao、隆慶2年12月6日（1568年12月24日）- 万暦38年9月6日（1610年10月22日））は、明代後期の詩人である。字は中郎、号は石公。一般に「袁中郎」の名で知られる。兄の袁宗道・弟の袁中道もともに詩人として高名であり、世に「三袁」と称される。

## 生涯
隆慶2年（1568年）、荊州府公安県長安里で袁士瑜の次男として生まれる（このとき、兄の袁宗道は数え9歳）。2年後に弟の袁中道が生まれる。万暦10年（1582年）15歳のとき郷校に入学し、勉学に励むとともに詩作のグループを結成してその長となる。18歳の時、弟とともに初めて郷試を受けて落第するが、3年後には及第。万暦20年（1592年）25歳の時、会試にも及第し、官吏の道へ進む。いったん郷里へ戻った後、2年後に呉県知県として赴任し、業績を上げるが、官途は肌が合わぬ性格だったため、万暦24年（1596年）29歳にして辞職願を提出し、洞庭湖に赴く。翌年、辞職が認められ、江南を訪遊ののち帰郷する。以後は心身ともに病がちとなり、万暦38年（1610年）42歳で没するまで隠遁・再出仕を繰り返すこととなった。
この間つねに詩作は続けており、作品群は『袁中郎集』としてまとめられた。また、中郎は華道にも秀でており、生け花の書『瓶史』を著したのをはじめ、楽しい酒の飲み方を指南した『觴政』、浄土信仰や禅宗について述べた『西方合論』など様々な著作がある。伝記としては弟の袁中道による『中郎先生行状』などがある。

## 師・李卓吾
万暦19年（1591年）24歳のとき、兄弟とともに陽明学左派で独自の説を展開していた儒学者の李贄（李卓吾）を訪ね、教えを乞うた。かねてから兄の影響で「性命の学（人生哲学）」に関心のあった中郎は、李卓吾の教えに大いに感銘を受け、師と仰ぎ3カ月もの間逗留して教えを受けることとなった。翌年、翌々年もたびたび師を訪れて教えを乞うている。また、弟の中道もたびたび師を訪れた。このため三袁の詩風には、李卓吾の影響が大きく感じられる。

## 詩風〜性霊説・公安派
師の李卓吾の「童心説」や、師から受け継いだ反骨精神は、三袁の詩風にも大きく影響を与えることとなった。当時の詩壇においては、盛唐の詩を重んずる流れが風靡し、王世貞・李攀龍ら古文辞派による復古主義・擬古主義が擡頭していた。しかし、儒教の伝統的な経書である四書五経よりも通俗小説の『水滸伝』などを重んじたという師の李卓吾の影響を受けた三袁兄弟は、擬古主義的な詩に反抗し、詩文はほんらい真情（霊性）を素直に発露すべきものであり、いたずらに盛唐詩ばかりをもてはやすべきでないと主張。「古詩はその意を学び、必ずしも字句に拘泥せず」として、己の感ずるままに詩作を行った。そのため、三袁の詩は比較的技巧を廃した読みやすい作品が多いといわれる。詩のみならず散文にまで及んだこのような三袁の姿勢は「性霊説」と称され、また兄弟の出身地から「公安派」と呼ばれることとなった。
公安派は当時としては革新的に過ぎ追随者はそれほど多くはなかったが、一方やや遅れて竟陵出身の鍾惺・譚元春らは性霊説を尊重しつつも、擬古主義を全否定せずにある程度取り入れた作風で詩をなし、「竟陵派」と呼ばれた。性霊説はその後清代の袁枚へつながっていくことになる。

## 伝記史料
- 『中郎先生行状』袁中道
- 『明史』巻288 列伝第176

## 参考記事
- 『東洋歴史大辞典 上巻』（縮刷復刻版、臨川書店　1986年、ISBN 4653014701）300ページ「袁宏道」（執筆:松本善海） 元版は1941年
- 『アジア歴史事典 1巻』（平凡社、1984年）413ページ「袁宏道」（執筆:目加田誠）

### 関連文献
本稿では未参照だが「日本語書籍」は以下。
- 『中国詩人選集 第二集11　袁宏道』（入矢義高訳注、岩波書店、初版1963年）、重版多数
- 『袁中郎 珊瑚林 中国文人の禅問答集』（荒木見悟監修、宋明哲学研討会訳注、ぺりかん社、2001年、ISBN 4-8315-0967-1）
- 『明代文人論』第7章「蘇州時代の袁中郎」（内山知也、木耳社、1986年、ISBN 4-8393-9425-3）